# Hochschule für Lehrerbildung Lauenburg
Die Hochschule für Lehrerbildung Lauenburg war eine staatliche Hochschule für Lehrerbildung, die von 1933 bis 1945 in Lauenburg in Pommern bestand.

## Geschichte

### Gründung und Entwicklung
Im NS-Staat wurden ab 1933 unter Kultusminister Bernhard Rust mehrere Hochschulen für Lehrerbildung in kleineren Städten gegründet, so auch in Lauenburg in Pommern. Die Stadt befand sich seit 1919 in Grenznähe zum Polnischen Korridor und sollte wie die Hochschule für Lehrerbildung in Schneidemühl zur nationalsozialistischen Volkstumspolitik gegenüber Polen beitragen.
Zügig wurden moderne Hochschulgebäude errichtet, darunter ein Festsaal mit 1100 Sitzplätzen. Die Hochschule umfasste einen Lehrkörper von etwa 25 Professoren und Dozenten sowie etwa 400 Studenten. Insgesamt wurden dort bis zum Ende des Zweiten Weltkrieges etwa 3000 Lehrer ausgebildet.
Die Bibliothek der Hochschule umfasste etwa 30.000 Bände, deren Grundstock die Bestände der aufgelösten pommerschen Lehrerseminare bildeten. Später kam die Wehrmann-Bibliothek hinzu, die Werke zur Geschichte Pommerns enthielt.
Die Hochschule betonte unter dem ersten Direktor Franz Kade (* 1893; † 1987) „die Arbeit in der Landschaft und den Ausbau der soldatischen Erziehung“ als Ausbildungsprinzip. Entsprechend verfügte sie auch über ein Motorflugzeug und 8 bis 10 Segelflugzeuge, mit denen Studenten im Segelflugzeugbau und im Segelfliegen ausgebildet wurden. Kade wurde bereits 1934 abberufen, weil er ein Chaos angerichtet hatte.

### Ende der Hochschule
Die Hochschulgebäude haben den Zweiten Weltkrieg überstanden. Lauenburg gehörte zu den Teilen Deutschlands, die nach Ende der Zeit des Nationalsozialismus an Polen kamen. Die Bibliothek und das Inventar des physikalischen Instituts wurden durch den polnischen Staat nach Warschau geschafft.
Die ehemaligen Lehrenden und Studenten der Hochschule haben nach dem Zweiten Weltkrieg in der Bundesrepublik Deutschland eine Gemeinschaft der Ehemaligen gebildet, die unter anderem die Lauenburger Hochschulnachrichten herausgab.

## Hochschullehrer
- 1933: Helmuth Kittel, Evangelischer Theologe und  Religionspädagoge
- 1934–1937: Rudolf Jürgens, Mathematiker
- 1934–1939: Hans Harder, Musikpädagoge
- 1934–1940: Wolfgang Sucker, Evangelischer Theologe[2]
- 1936–1942: Bruno Müller-Linow, Maler und Graphiker
- 1939–1940: Michael Alt, Musikpädagoge

## Bedeutende Studenten
- Walter Jahnke, Politiker (SPD)
- Erwin Schwartz, Grundschulpädagoge